# Einheitsschlüssel
Als Einheitsschlüssel bezeichnet man identische Schlüssel, die an eine größere Gruppe ausgegeben werden und eine große Zahl gleichschließender Schlösser schließen. Typische Verwendungen sind Alpenvereinshütten, Sparbüchsen und Behindertentoiletten (Euroschlüssel).
Da jeder Schlüsselhalter jedes Schloss öffnen kann und in der Regel auch darf, sind Einheitsschlüssel, allenfalls als deren Grenzfall, von Generalschlüsseln zu unterscheiden, die in einem Schließsystem privilegiert und für eine sehr begrenzte Gruppe gedacht sind.